# Ramløse
Ramløse is een plaats in de Deense Region Hovedstaden op Sjælland, gemeente Gribskov, en telt 1656 inwoners (2007), inclusief de nederzettingen Ramløse S. en Ramløse Bakker.

## Bekende bewoners
- Vagn Holmboe (1909-1996), componist, woonde van 1940 tot zijn dood in Ramløse.